# Cabaret (película)
Cabaret es una película estadounidense de 1972 del género musical, dirigida por Bob Fosse, con Liza Minnelli, Michael York y Joel Grey. Es una adaptación libre del musical homónimo de 1966, de los compositores John Kander y Fred Ebb, quienes a su vez se habían basado en la novela de Christopher Isherwood Adiós a Berlín (Goodbye to Berlin, 1939) y en la obra teatral I Am a Camera (1951) inspirada por dicho libro.
Después del fracaso de taquilla de su versión cinematográfica de Sweet Charity en 1969, Bob Fosse se recuperó con Cabaret en 1972, un año que lo convirtió en el director más honrado en el negocio del cine. La película también trajo a Liza Minnelli, hija de Judy Garland y Vincente Minnelli, su primera oportunidad de cantar en la pantalla, y ganó el Premio Óscar a la Mejor Actriz. 
Cabaret cosechó críticas entusiastas y un rotundo éxito de taquilla, recaudó más de $ 20 millones. Además de sus ocho Premios Oscar, fue ganadora de numerosos premios y conservada en el archivo de la Biblioteca del Congreso de los Estados Unidos. Alcanzó un extraordinario éxito comercial: costó menos de 2,3 millones de dólares, en apenas tres meses dio una cifra similar en beneficios netos, y con el paso del tiempo recaudó más de 42 millones.

## Argumento
Berlín en 1931, la joven estadounidense Sally Bowles actúa en el Kit Kat Klub. Un nuevo británico llegado a la ciudad, Brian Roberts, se muda a la pensión donde vive Sally. Brian, un académico y escritor reservado, quiere dar clases de inglés para ganarse la vida mientras completa su doctorado. Sally intenta seducir a Brian, pero él le dice que solo en tres ocasiones  ha tratado de tener relaciones sexuales, lo cual fracasó. Se hacen amigos, Brian es testigo de la vida bohemia de Sally en los últimos días de la República de Weimar. Mucho más tarde, Sally y Brian se convierten en amantes, concluyendo que sus fracasos anteriores con las mujeres se debieron a que eran "las tres chicas equivocadas".
Maximilian von Heune, un rico barón playboy, se hace amigo de Sally y lleva a ella y a Brian a su finca en el campo, donde son mimados y cortejados. Después de una inexplicable experiencia fuera de la pantalla con Brian, Max deja de perseguir a la pareja. Durante una discusión, Sally le dice a Brian que ha estado teniendo relaciones sexuales con Max, y Brian revela que él también. Más tarde, Brian y Sally se reconcilian, y Sally revela que Max les dejó 300 marcos; se burlan al comparar la suma con lo que obtiene una prostituta.

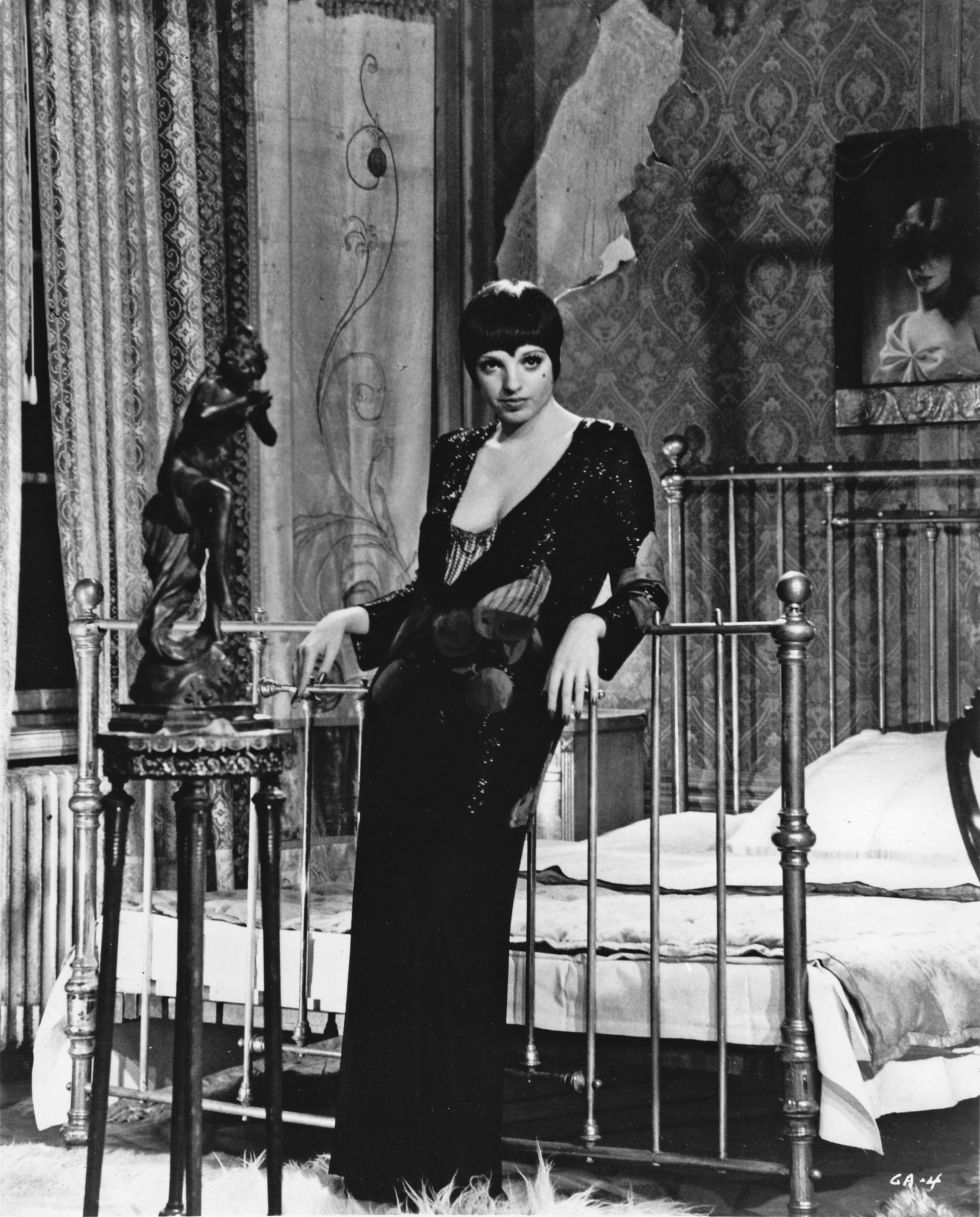
Liza Minnelli en el personaje de Sally Bowles. Foto publicitaria de la película.

Sally se entera de que está embarazada pero no está segura del padre. Brian ofrece casarse y llevarla de vuelta a su vida universitaria en Cambridge. Al principio, celebran su resolución de comenzar esta nueva vida juntos, pero después de un pícnic, en el que Brian actúa distante y sin interés, Sally se desanima por la visión de sí como una esposa aburrida de la facultad lavando pañales sucios. Busca un médico y se somete a un aborto, sin informarle a Brian por adelantado. Cuando él la confronta, ella comparte sus miedos, y los dos llegan a un entendimiento. Brian se va a Inglaterra, y Sally continúa su vida en Berlín, encerrándose en el Kit Kat Club.
Una trama secundaria se refiere a Fritz Wendel, un judío alemán pobre que se hace pasar como protestante, enamorado de Natalia Landauer, una rica heredera judía alemana que lo desprecia y sospecha de sus motivos. Sally le aconseja que sea más agresivo, lo que le permite a Fritz ganar su amor. Sin embargo, para obtener el consentimiento de los padres para su matrimonio, Fritz debe revelar su religión, lo que hace. Ambos son casados por un rabino.
El ascenso violento de los nazis es una corriente subterránea siempre presente. Se puede rastrear su progreso a través de las acciones y actitudes cambiantes de los personajes. Mientras que al comienzo, un nazi es expulsado del Kit Kat Klub, la toma final de la película muestra que la audiencia del cabaret está dominada por nazis uniformados. El surgimiento de los nazis también se demuestra en una escena rural en un jardín durante una fiesta de la cerveza. Un niño rubio, que al principio solo se ve su cara, canta a una audiencia de todas las edades sobre las bellezas de la naturaleza y la juventud. El encuadre se va abriendo para mostrar que el cantante está usando un uniforme militar. La balada se transforma en un himno nazi militante y, uno por uno, casi todos los adultos y jóvenes que miran se levantan y se unen al canto; un detalle no menor, uno de los asistentes, un anciano que permanece sentado, expresa el desacuerdo al paradójico y siniestro futuro que anticipa el himno. Brian y Max tienen una discusión. Más tarde, la confrontación de Brian con un nazi en las calles de Berlín lo lleva a ser golpeado.
Si bien no desempeña un papel en la trama principal, el "Maestro de Ceremonias" tiene un papel de fondo en toda la película. Sus canciones intermitentes en el Kit Kat Klub son cada vez más atrevidas; al inicio se burlan de los nazis, mientras que una canción posterior revela la creciente aceptación del antisemitismo.

## Personajes
| Personaje                | Rol                                                                                                   | Intérprete       |
| ------------------------ | --- | ---------------- |
| Sally Bowles             | Bailarina del club nocturno Kit Kat Club                                                              | Liza Minnelli    |
| Bryan Roberts            | Estudiante de Cambridge que quiere doctorarse en filosofía                                            | Michael York     |
| El maestro de ceremonias | Dirige el Kit Kat Club y a través de los espectáculos presenta la situación de los años 30 con ironía | Joel Grey        |
| Fritz Wendel             | Cazafortunas al que Bryan da clases de inglés                                                         | Fritz Wepper     |
| Natalia Landauer         | Rica heredera judía de la que Fritz se enamora                                                        | Marisa Berenson  |
| Maximiliam               | Aristócrata bisexual que tiene encuentros con Sally y Bryan                                           | Helmut Griem     |
| Srta. Schneider          | Masajista de mujeres que vive en la misma pensión que Bryan                                           | Elisabeth Newman |
| Srta. Kost               | Prostituta que se aloja en la misma pensión que Bryan                                                 | Helen Vita       |
| Herr Ludwig              | Escritor pornográfico que se aloja en la misma pensión que Bryan                                      | Ralph Walter     |

## Producción

### Preproducción
En julio de 1968, Cinerama llegó a un acuerdo verbal para hacer una versión cinematográfica del musical, pero se retiró en febrero de 1969. En mayo de 1969, Allied Artists pagó a la compañía un récord de $ 1.5 millones por los derechos de la película y planeó una compañía. Presupuesto récord.  El costo de $ 4,570,000 se dividió equitativamente con ABC Pictures.
Dramaturgos Jay Presson Allen y Hugh Wheeler volvieron a las historias originales para restaurar la trama secundaria sobre el gigoló y la heredera judía. También recurrieron a la apertura del autor original Christopher Isherwood sobre su homosexualidad para hacer del personaje masculino principal, un escritor inspirado en él, un bisexual que comparte su cama y un amante masculino con Sally. Fosse decidió aumentar el enfoque en el Kit Kat Klub, donde actúa Sally, como una metáfora de la decadencia de Alemania en la década de 1930 al eliminar todos menos uno de los números musicales realizados fuera del club. 
Las dos nuevas canciones y "Maybe This Time" fueron interpretadas por Liza Minnelli ("Money" también contó con Grey). Minnelli había hecho una audición para interpretar a Sally en la producción original de Broadway. Algunos involucrados con el programa dicen que ella era demasiado inexperta en ese momento, aunque ya había ganado el Premios Tony de Broadway a la Mejor Actriz en un Musical. Otros han sugerido que ella era una presencia demasiado grande para el papel como está escrito en Broadway. Cuando Cabaret llegó a la pantalla, sin embargo, Minnelli era una gran estrella de cine, habiendo tenido una candidatura al Oscar como estudiante universitaria con daños emocionales en El cuco estéril de 1969.
En 1971, Bob Fosse se enteró a través de Harold Prince, director de la producción original de Broadway, que Cy Feuer estaba produciendo una adaptación cinematográfica de Cabaret a través de ABC Pictures y Allied Artists. Esta fue la primera película producida en el renacimiento de Allied Artists. Decidido a dirigir la película, Fosse instó a Feuer a contratarlo. Los directores ejecutivos Manny Wolf y Marty Baum prefirieron un director de mayor nombre como Joseph L. Mankiewicz o Gene Kelly. Fosse finalmente fue contratado. En los próximos meses, Fosse se reunió con el escritor Jay Allen previamente contratado para discutir el guion. Insatisfecho con el guion de Allen, contrató a Hugh Wheeler para reescribir y revisar su trabajo.

### Casting
Feuer había elegido a Liza Minnelli como Sally Bowles y Joel Grey (repitiendo su papel en el escenario) mucho antes de que Fosse se uniera al proyecto. A Fosse se le dio la opción de usar a Grey como Maestro de Ceremonias o alejarse de la producción. Fosse contrató a Michael York como el interés amoroso bisexual de Sally Bowles. Varios papeles más pequeños, así como los cuatro bailarines restantes en la película, finalmente fueron elegidos en Alemania.

### Rodaje
Los ensayos y la filmación tuvieron lugar íntegramente en Alemania Occidental. Por razones de economía, se rodaron escenas en interiores en Bavaria Film Studios en Grünwald, en las afueras de Múnich. El rodaje se realizó en Múnich y Berlín Occidental y sus alrededores, y en Schleswig-Holstein y Sajonia. La edición se realizó en Los Ángeles antes del lanzamiento teatral en febrero de 1972.

## Banda sonora
Todas las canciones escritas y compuestas por John Kander and Fred Ebb. 
| Cabaret: Original Soundtrack Recording |                          |                          |          |  |
| N.º                                    | Título                   | Intérprete               | Duración |  |
| 1.                                     | «Willkommen»             | Joel Grey                | 4:29     |  |
| 2.                                     | «Mein Herr»              | Liza Minnelli            | 3:36     |  |
| 3.                                     | «Maybe This Time»        | Liza Minnelli            | 3:11     |  |
| 4.                                     | «Money, Money»           | Joel Grey, Liza Minnelli | 3:04     |  |
| 5.                                     | «Two Ladies»             | Joel Grey                | 3:11     |  |
| 6.                                     | «Sitting Pretty»         | Instrumental             | 2:27     |  |
| 7.                                     | «Tomorrow Belongs to Me» | Mark Lambert             | 3:06     |  |
| 8.                                     | «Tiller Girls»           | Joel Grey                | 1:41     |  |
| 9.                                     | «Heiraten (Married)»     | Greta Keller             | 3:45     |  |
| 10.                                    | «If You Could See Her»   | Joel Grey                | 3:54     |  |
| 11.                                    | «Cabaret»                | Liza Minnelli            | 3:34     |  |
| 12.                                    | «Finale»                 | Joel Grey                | 2:28     |  |

## Recepción

### Crítica
Roger Ebert dio una crítica positiva, diciendo: "Este no es un musical ordinario. Parte de su éxito se debe a que no cae en el viejo cliché de que los musicales tienen que hacerte feliz. En lugar de abaratar la versión de la película aligerando su carga de desesperado, el director Bob Fosse ha ido directo al corazón sombrío del material y se quedó allí lo suficientemente bien como para ganar un Premio Oscar al Mejor Director ". Variety escribió: "La versión cinematográfica del musical de 1966 John Kander-Fred Ebb Broadway Cabaret es muy inusual: es alfabetizada, obscena, sofisticada, sensual, cínica, conmovedora e inquietantemente estimulante. Liza Minnelli dirige un elenco fuerte. La dirección generalmente excelente de Bob Fosse recrea el entorno de Alemania hace unos 40 años ". Jamie Russel de la BBC declaró: "El primer musical que recibió un certificado X, 'Cabaret' de Bob Fosse lanzó a Liza Minnelli al estrellato de Hollywood y reinventó el musical para la Era de Acuario".

### Controversias
Aunque menos explícito en comparación con otras películas en la década de 1970, Cabaret se ocupó de temas como la corrupción, la ambigüedad sexual, los sueños falsos y el nazismo. Tim Dirks en Filmsite.org señala: "El musical rizado sexualmente polémico y semi-controvertido fue el primero en recibir una calificación X (aunque más tarde re-calificado) con sus numerosas aventuras sexuales y vida de club hedonista. Hubo insinuaciones sexuales considerables, blasfemias, charlas sexuales casuales (homosexuales y heterosexuales), alguna evidencia de antisemitismo e incluso un aborto en la película". También fue calificado como X en el Reino Unido y luego fue calificado de nuevo como 15.

### Premios y reconocimientos

Cabaretestá preservadaen el archivo de laBiblioteca del Congreso

Cabaret fue candidata a 10 premios Óscar y ganó 8, cosa que sorprendió, pues la favorita de ese año era El Padrino de Francis Ford Coppola, que logró el premio de mejor película, el de mejor actor (Marlon Brando) y el de mejor guion adaptado. En 2006 fue incluida en quinta posición en la lista de los mejores musicales del cine estadounidense por el American Film Institute.

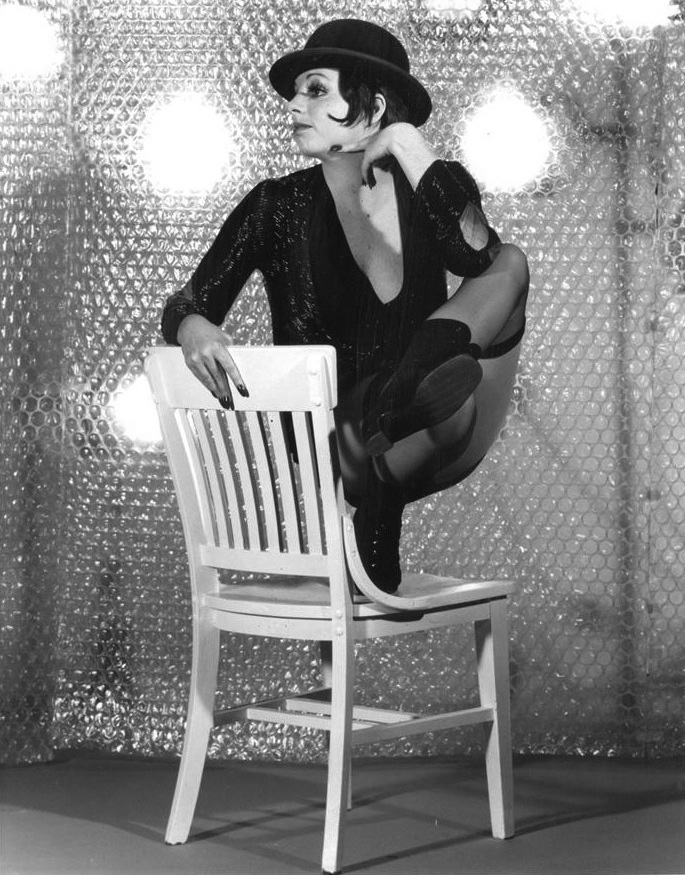
Liza Minnelli presentando un especial en televisión de "Cabaret" en 1973.

Premios Óscar
| Año  | Categoría                     | Receptor                                            | Resultado |
| ---- | ----------------------------- | --------------------------------------------------- | --------- |
| 1972 | Mejor película                | Mejor película                                      | Candidata |
| 1972 | Mejor dirección               | Bob Fosse                                           | Ganador   |
| 1972 | Mejor actriz principal        | Liza Minnelli                                       | Ganadora  |
| 1972 | Mejor actor de reparto        | Joel Grey                                           | Ganador   |
| 1972 | Mejor guion adaptado          | Jay Presson Allen                                   | Candidato |
| 1972 | Mejor fotografía              | Geoffrey Unsworth                                   | Ganador   |
| 1972 | Mejor banda sonora (Adaptada) | Ralph Burns                                         | Ganador   |
| 1972 | Mejor montaje                 | David Bretherton                                    | Ganador   |
| 1972 | Mejor dirección artística     | Rolf Zehetbauer Hans Jürgen Kiebach Herbert Strabel | Ganadores |
| 1972 | Mejor sonido                  | Robert Knudson David Hildyard                       | Ganadores |

Premios Globo de oro
| Año  | Categoría                           | Receptor                              | Resultado  |
| ---- | ----------------------------------- | ------------------------------------- | ---------- |
| 1972 | Mejor película de comedia o musical | Mejor película de comedia o musical   | Ganadora   |
| 1972 | Mejor dirección                     | Bob Fosse                             | Candidato  |
| 1972 | Mejor actriz de comedia o musical   | Liza Minnelli                         | Ganadora   |
| 1972 | Mejor actor de reparto              | Joel Grey                             | Ganador    |
| 1972 | Mejor actriz de reparto             | Marisa Berenson                       | Candidata  |
| 1972 | Mejor guion                         | Jay Presson Allen                     | Candidato  |
| 1972 | Mejor canción original              | "Mein Herr" John Kander y Fred Ebb    | Candidatos |
| 1972 | Mejor canción original              | "Money, Money" John Kander y Fred Ebb | Candidatos |

National Board of Review
| Año  | Categoría               | Receptor        | Resultado |
| ---- | ----------------------- | --------------- | --------- |
| 1972 | Mejor película          | Mejor película  | Ganadora  |
| 1972 | Mejor dirección         | Bob Fosse       | Ganador   |
| 1972 | Mejor actor de reparto  | Joel Grey       | Ganador   |
| 1972 | Mejor actriz de reparto | Marisa Berenson | Ganadora  |

Premio David de Donatello
| Año  | Categoría                 | Receptor      | Resultado |
| ---- | ------------------------- | ------------- | --------- |
| 1972 | Mejor director extranjero | Bob Fosse     | Ganador   |
| 1972 | Mejor actriz extranjera   | Liza Minnelli | Ganadora  |

## Análisis cinematográfico
Uno de los objetivos de Cabaret es no sólo contar la historia de sus personajes principales, sino también la del momento histórico que vivió Alemania desde 1931 con el ascenso del nazismo. Es la historia más importante de la película, la que guía a los personajes y la que se cuela por las rendijas del argumento para darnos cuenta de que el Berlín post-Versalles está ya superado y que un nuevo orden se está estableciendo en Alemania, tanto en las ciudades como en sus poblaciones rurales.
La frase “Ahí fuera hace viento” de Joel Grey se articula como metáfora en referencia a los vientos nazis que corren por las calles, y el habitáculo del cabaret se postula por tanto como un reducto casi subterráneo (y nocturno) en el que relajar la moral y reconectar con un mundo ya en decadencia. Quizás de ahí provenga una de las coreografías de baile de las chicas, casi en clave de maniquí, como una metáfora de seres inanimados, casi inertes, cuya belleza está exenta de vida y movimiento, arrinconada en un submundo en senescencia.
Liza Minnelli es una más junto a las chicas del cabaret en la presentación de la función, apartada y en segundo plano. La escena no tiene un sentido argumentativo, sino “espectacular”, por el mero placer de emplear toda la grandeza del lenguaje cinematográfico para elevar el imaginario del Berlín nocturno de los años 30 y el enorme potencial del cabaret a la altura de un irrepetible fragmento de intenso y puro placer estético.

### Personaje de Sally Bowle
Bowles es una estadounidense sin rumbo que ha terminado en Berlín como podría haberlo hecho en Londres o París, y que ofrece su talento para espectáculos subidos de tono en los que ella aprovecha para conocer a gente de la alta sociedad. Quiere ser actriz y busca contactos en la UFA (que sería una de las más eficaces herramientas de propaganda bélica de la Alemania nazi), pero también es una mujer con el corazón roto, pues su padre, un diplomático siempre ausente, no le presta atención.
A su lado Michael York, está más que digno en su papel de británico lingüista Brian Roberts, y en su amistad con Sally está el corazón de la historia. Pero, en comparación, es mucho más misterioso y fascinante el inigualable maestro de ceremonias Joel Grey, al que nunca veremos fuera del escenario, lo que acentúa su enigmática imagen.
Sally y Roberts intentan salir adelante en el Berlín más tumultuoso del siglo, en el que surgió el nazismo como supremo manipulador de las mentes deprimidas y los ánimos machacados de los alemanes, en un país arruinado y sin futuro.